# Gibellula
Genre
Synonymes
- Synsterigmatocystis Costantin, 1888[1]

Gibellula est un genre de champignons (Fungi) ascomycètes de la famille des Cordycipitaceae. Il s'agit d'un regroupement d'espèces entomopathogènes strictement inféodées aux araignées, basé sur la morphologie des petites colonnes productrices de conidies nommées corémies. Ce genre est une forme anamorphe; c'est-à-dire asexuée, la forme téléomorphe, c'est-à-dire sexuée, étant nommée Torrubiella. Le genre Gibellula est référencé dans le monde entier, la plupart de ses représentantes étant tropicales. Deux espèces sont présentes en Europe. 

## Taxonomie

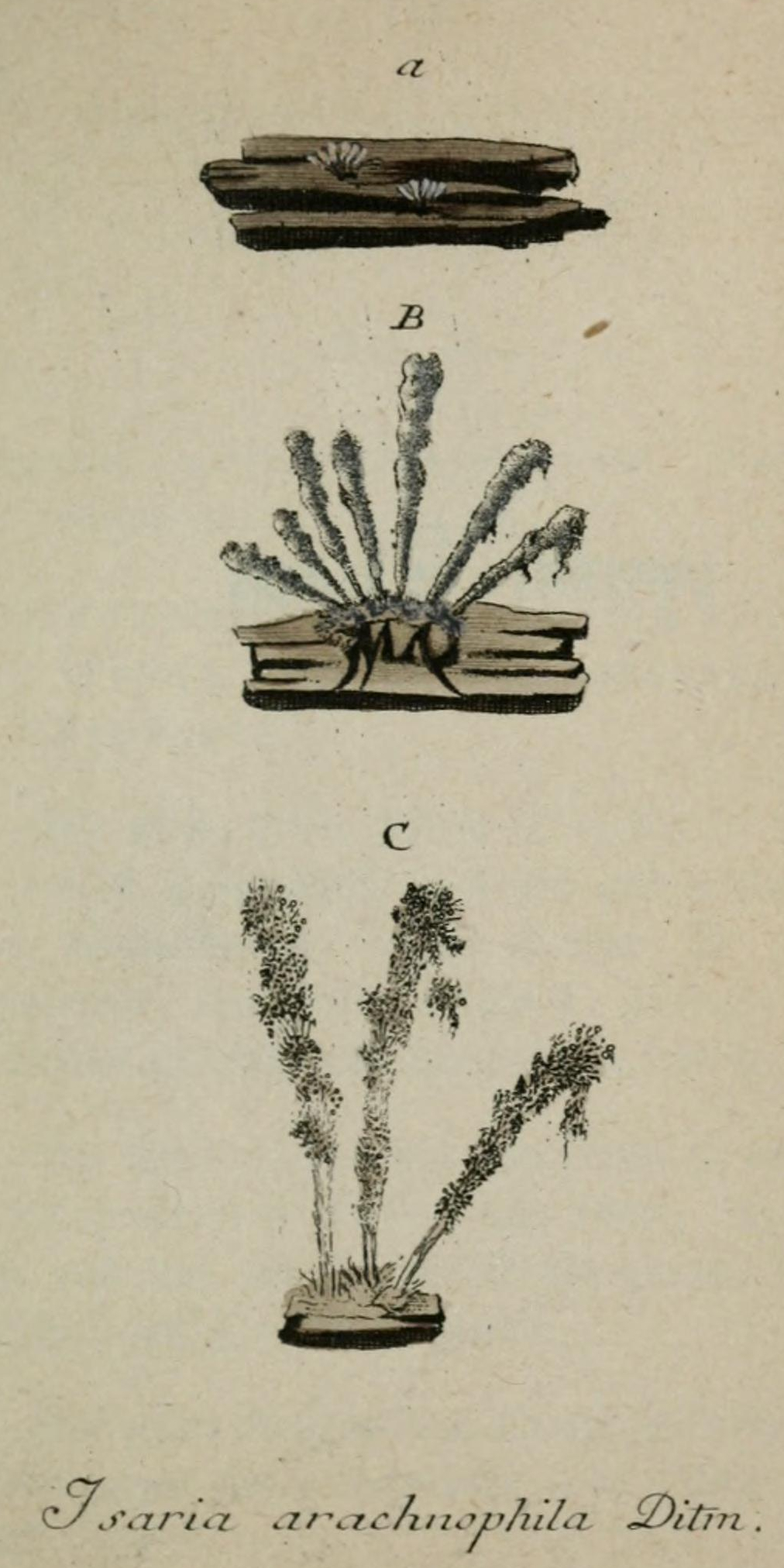
Première illustration connue d'une espèce de Gibelulla sous le nom Isaria arachnophila par Ditmar en 1817.

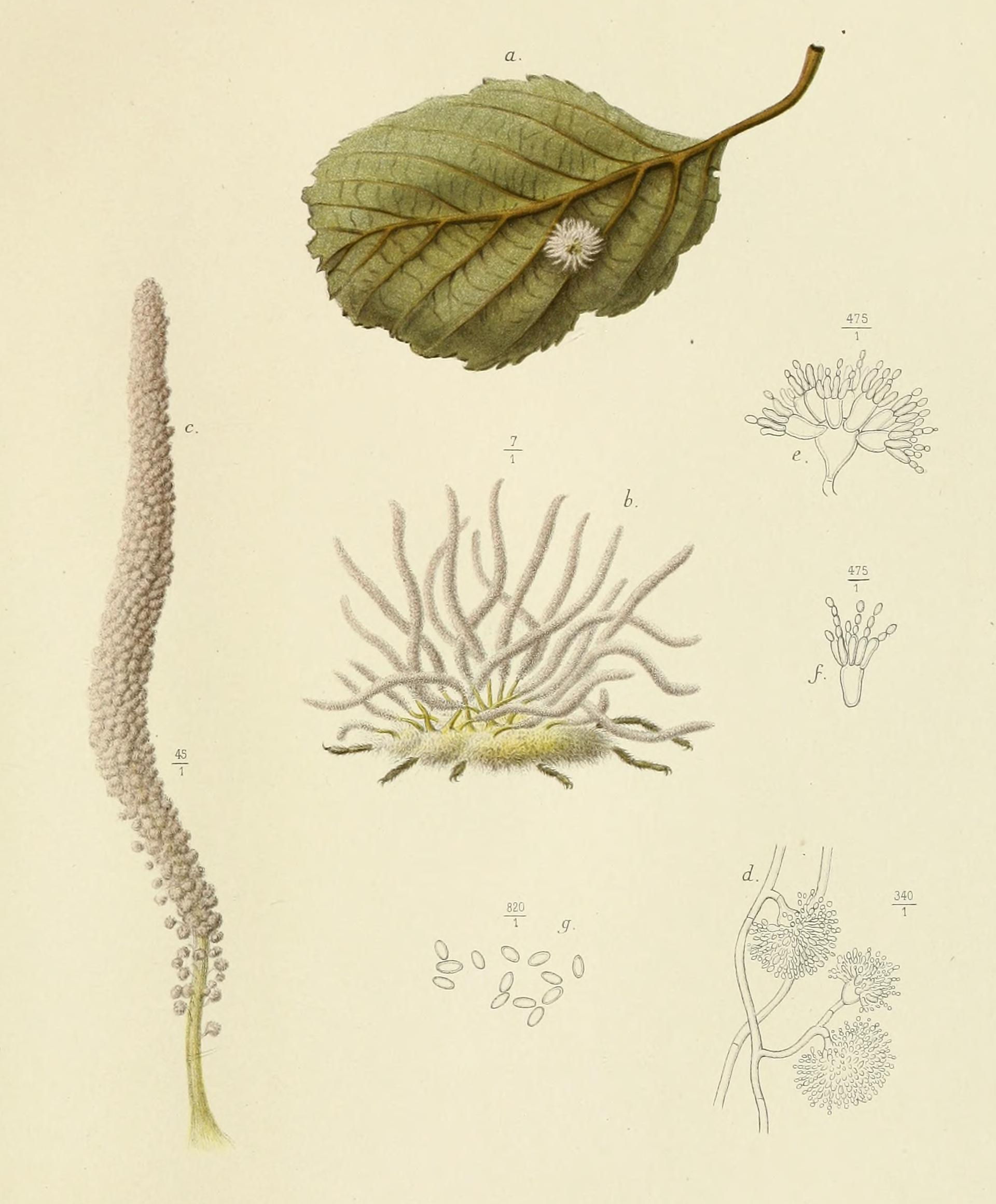
Illustration de Gibellula pulchra par Émile Boudier en 1910.

Plus de 80 espèces de champignons, principalement distribuées dans les Cordycipitaceae, sont signalées comme entomopathogènes des araignées. Parmi elles, seuls le genre Gibellula et le japonais et coréen Hevansia sont des parasites obligatoires des araignées alors que les autres semblent être des parasites généralistes de différents insectes et ne présentent pas de spécificité d'hôte.
Le genre Gibelulla est établi par l'Italien Fridiano Cavara en 1888 à partir de Corethropsis pulchra décrit par l'Italien Saccardo en 1877 recombiné en Gibellula pulchra. Le nom est choisi en l'honneur du botaniste et lichenologue italien Giuseppe Gibelli (en) (1831–1898). Cependant, son histoire nomenclaturale est longue, compliquée et confuse. Elle remonte à 1817 avec une description et une illustration de l'Allemand Ditmar sous le nom Isaria arachnophila. De nombreuses descriptions et travaux se succèdent et il faut attendre les intuitions du français Vuillemin en 1911 pour que les deux genres soient rapprochés,,. Mais c'est la révision de l'Anglais Petch en 1932 qui initie la véritable taxonomie du genre suivi par l'Américain Mains en 1950. De nombreuses autres espèces sont ensuite proposées depuis le Japon en 1982, les Iles Salomons en 1987, l'Amérique du Sud en 1992, Taïwan en 1998. 
En 2022, près de 45 espèces ont été décrites, incluses dans ce genre et répertoriées dans les bases de données fongiques mondiales Index Fungorum  et MycoBank. Une révision du genre de 2019 synonymise et déplace une grande partie des taxons à cause de validité taxonomique douteuse et de non conformité aux critères génériques comme Gibellula elegans qui se rencontre également sur des criquets. De même, la synonymie avec le genre Granulomanus n'est pas clairement établie, certains affirmant qu'il se trouve de façon indépendante sur des cadavres d'araignées et d'autres affirmant qu'ils ne se différencient pas d'un point de vue génétique. La révision de 2019 dénombre finalement 17 espèces au nom correct (dont deux variétés) auxquelles s'ajoutent 5 espèces décrites en 2020 depuis la Thaïlande.
Les relations phylogénétiques entre les espèces restent mal comprises en raison du manque de données moléculaires.
Ce genre est la forme asexuée, dite anamorphe, du genre Torrubiella, qui lui, est la forme sexuée dite téléomorphe. Selon le principe « un champignon, un nom » établit par le code international de nomenclature de Melbourne mis en œuvre en 2012, une espèce de champignons ne devrait porter qu'un nom unique quel que soit le stade exprimé. La priorité étant donné théoriquement au nom le plus ancien. le genre Torrubiella devrait être le nom correct. Cependant, cet ensemble est polyphylétique, c'est-à-dire que ses espèces ont plusieurs ancêtres et sa typification qui se base sur Torrubiella aranicida correspondant au stade asexué d'Isaria cuneispora, ne s'apparente pas aux espèces de Gibellula. De plus, de nombreux stades sexués ne sont pas connus et les correspondances anamorphe versus téléomorphe ne sont pas encore résolues,. 
En 2017, le genre Torrubiella est démantelé au profit des genres Gibellula, Akanthomyces et Hevansia. Son espèce type, Torrubiella aranicida, n'est pas recombinée en l'absence de preuves moléculaires ; elle se rapprocherait morphologiquement du genre Akanthomyces. Les espèces de Gibellula doivent par conséquent être considérées comme des holomorphes, c'est-à-dire incluant les deux formes de reproduction. Cependant, même si les recombinaisons proposées par cette étude ont été acceptées, le genre Torrubiella n'a pas formellement été synonymisé et reste correct selon MycoBank et Index Fungorum alors que d'autres appellent à plus d'études pour confirmer cette position.

## Description

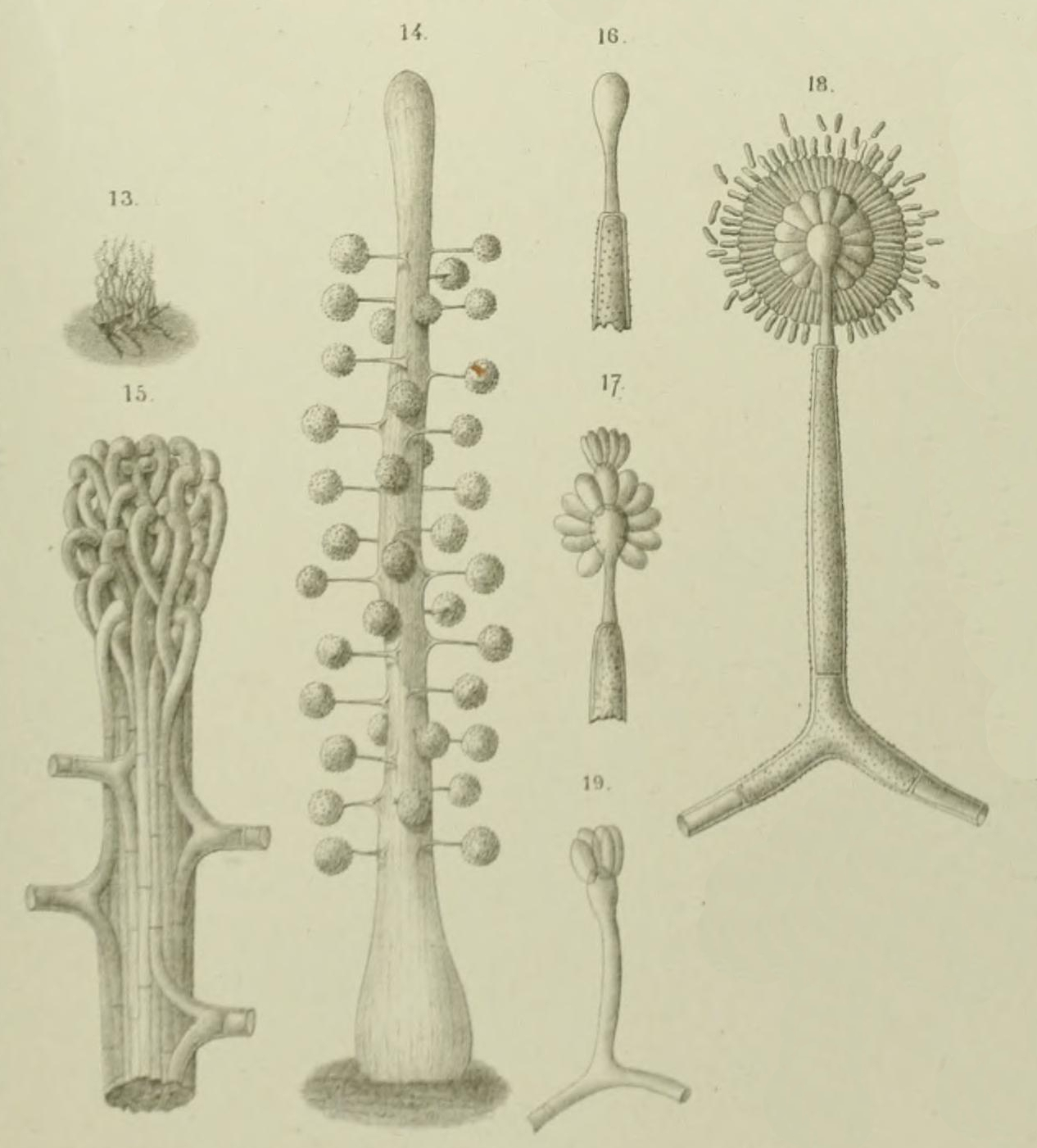
14. Corémie de Gibellula pulchra et ses conidiophores; 15. Faisceau d'hyphes constituant la corémie ; 18.Conidiophore avec ses ramifications stériles surmontées de leurs phialides en rayon et leurs conidies.

Schéma d'un conidiophore du genre Aspergillus

Le genre Gibellula comprend des parasites d'araignées qui produisent des corémies cylindriques depuis la masse mycélienne qui recouvre le cadavre de leur hôte, la plupart du temps attaché à la face inférieure de feuilles vivantes ou calfeutré sous l'écorce des arbres,.
Le genre Gibellula est caractérisé par des corémies de type Aspergillus cloisonnées, à paroi rugueuse ou verruqueuse et parfois de couleur vive dont les conidiophores sont surmontés de vésicules terminales, chacune produisant des phialides généralement cylindracées, parfois clavées; elle-même générant des conidies en chaîne. Suivant l'espèce, les corémies peuvent être solitaires ou multiples,,.
Il s'agit de la forme anamorphe, c'est-à-dire asexuée, la forme téléomorphe associée, c'est-à-dire sexuée, étant nommée Torrubiella. Les deux formes peuvent parfois être visibles sur le même cadavre d'araignée,,.

## Répartition
Le genre Gibellula est largement distribué dans le monde entier, principalement dans les régions tropicales. Deux espèces sont présentes en Europe, Gibellula pulchra et Gibellula leiopus ; ce sont également les plus cosmopolites.

Quelques espèces de Gibelulla
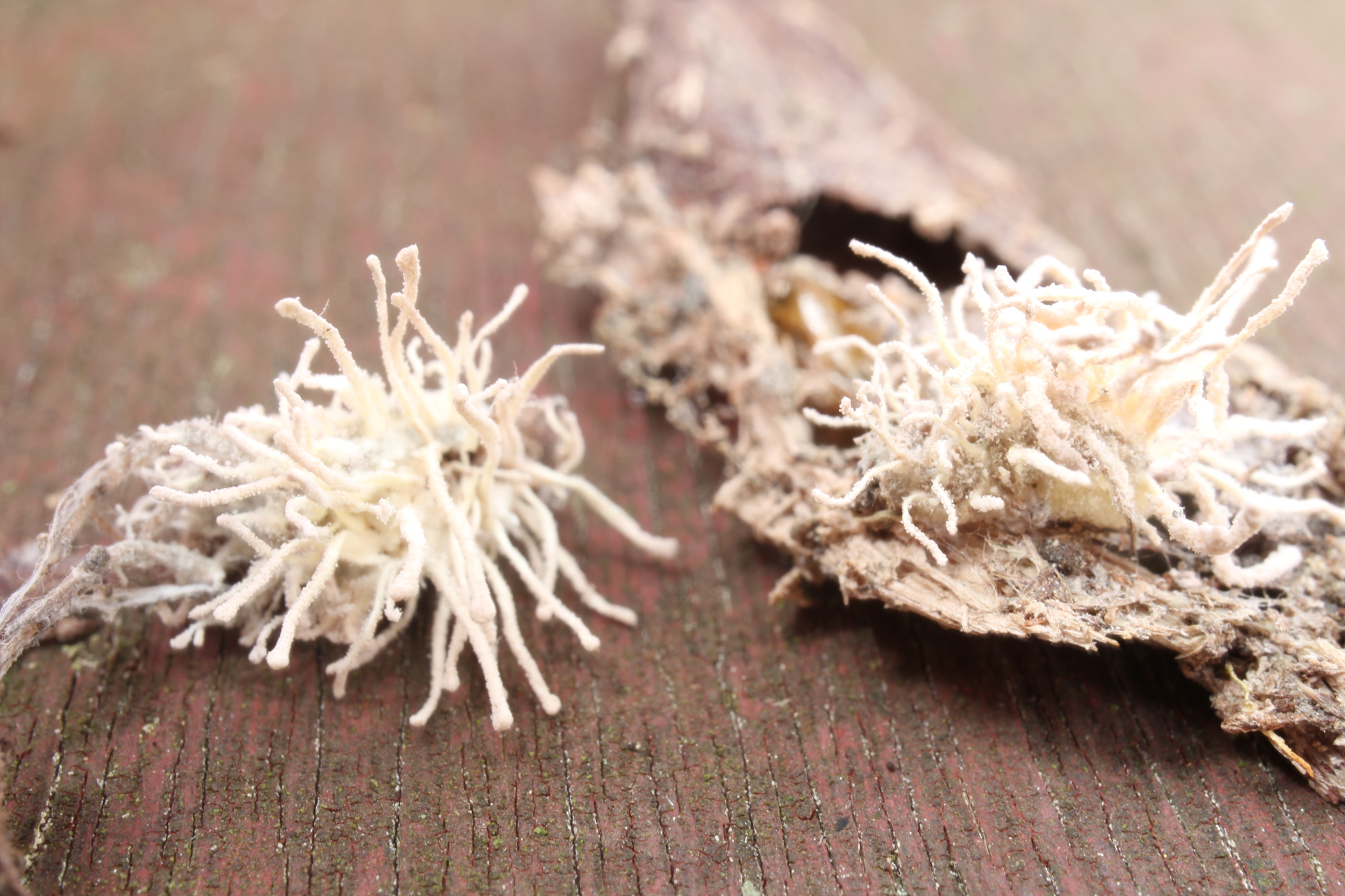
Gibellula leiopus (New York, USA)
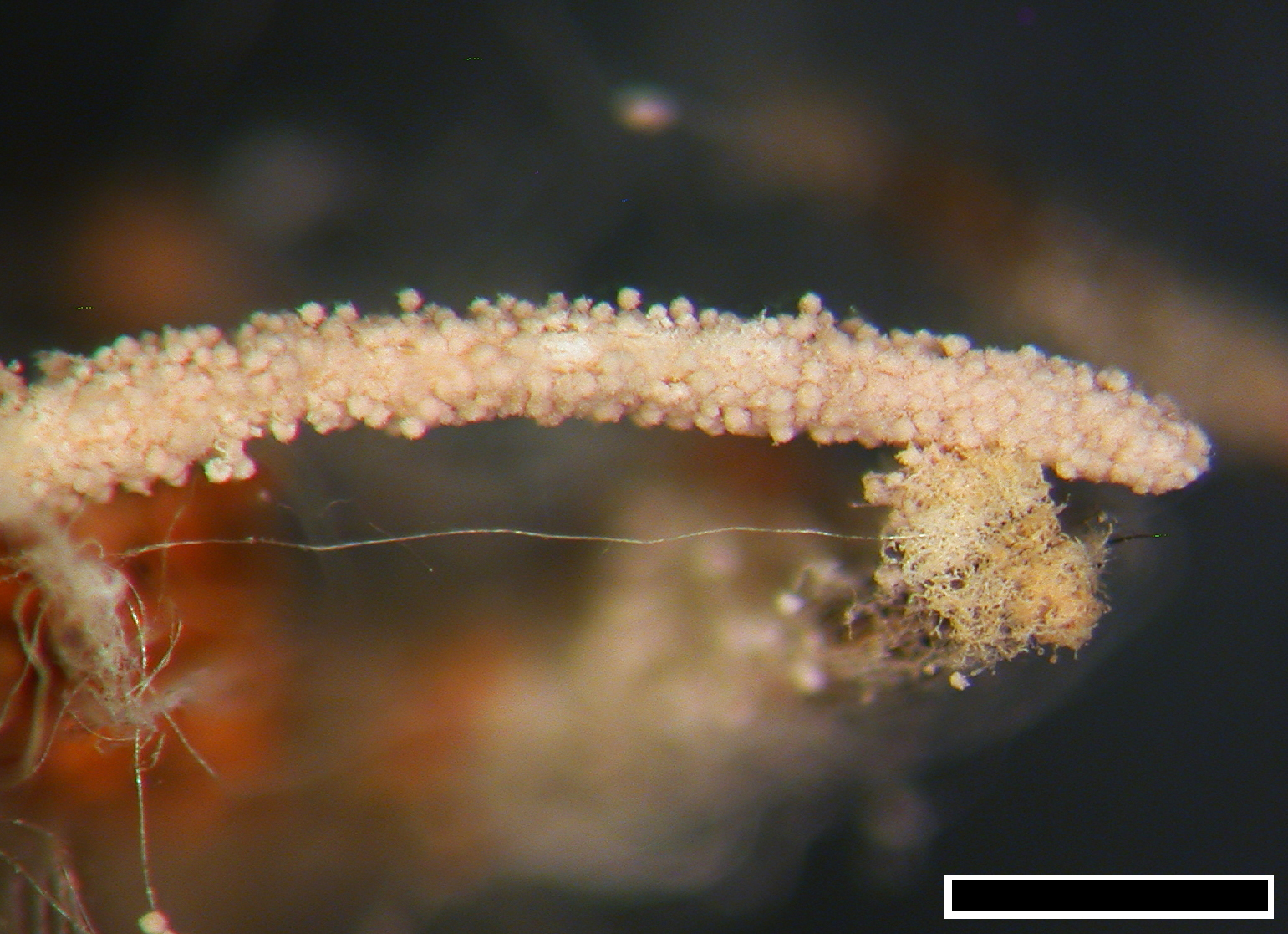
Corémie de Gibellula leiopus (Nouvelle Zélande).
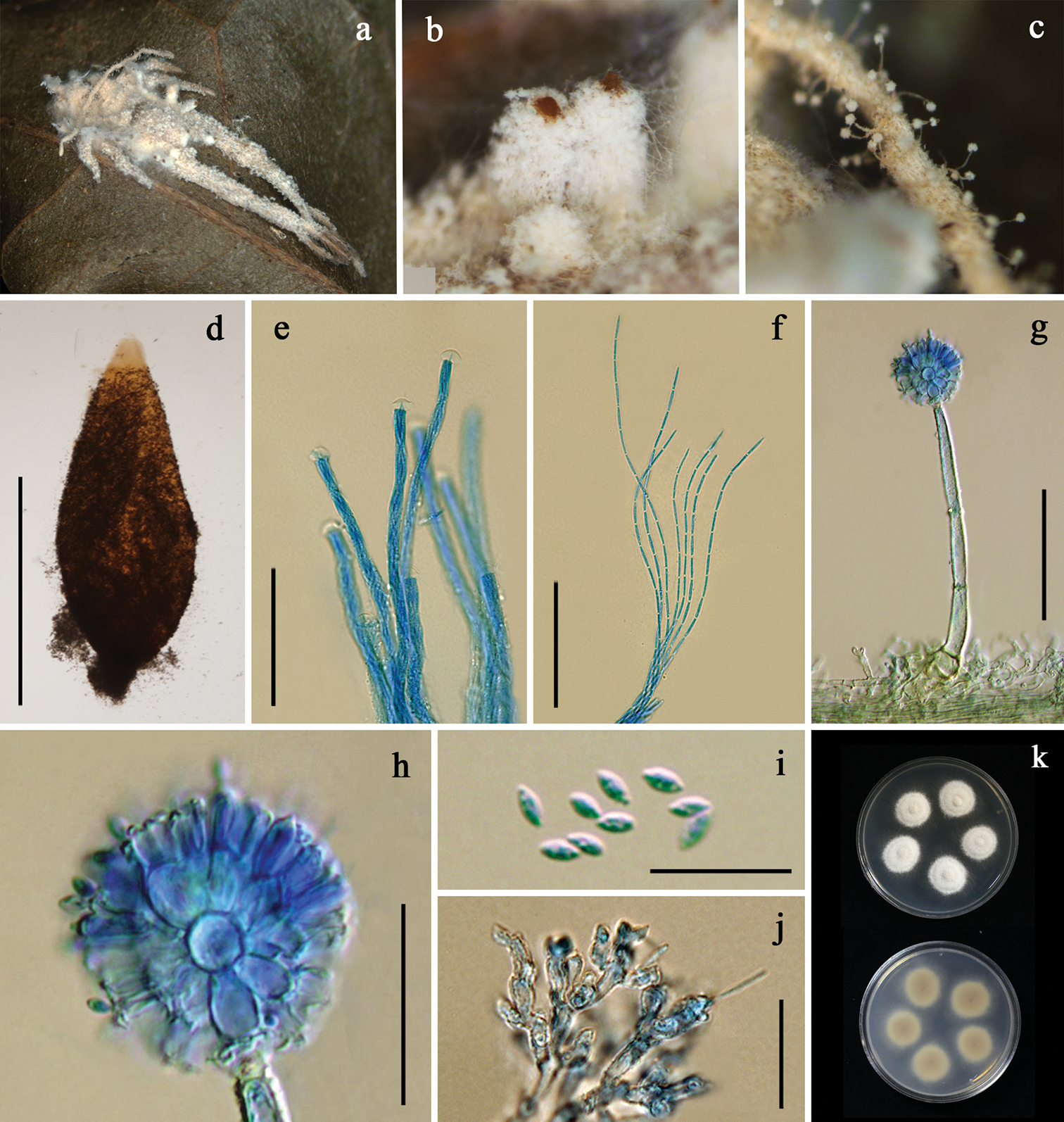
Gibellula cebrennini
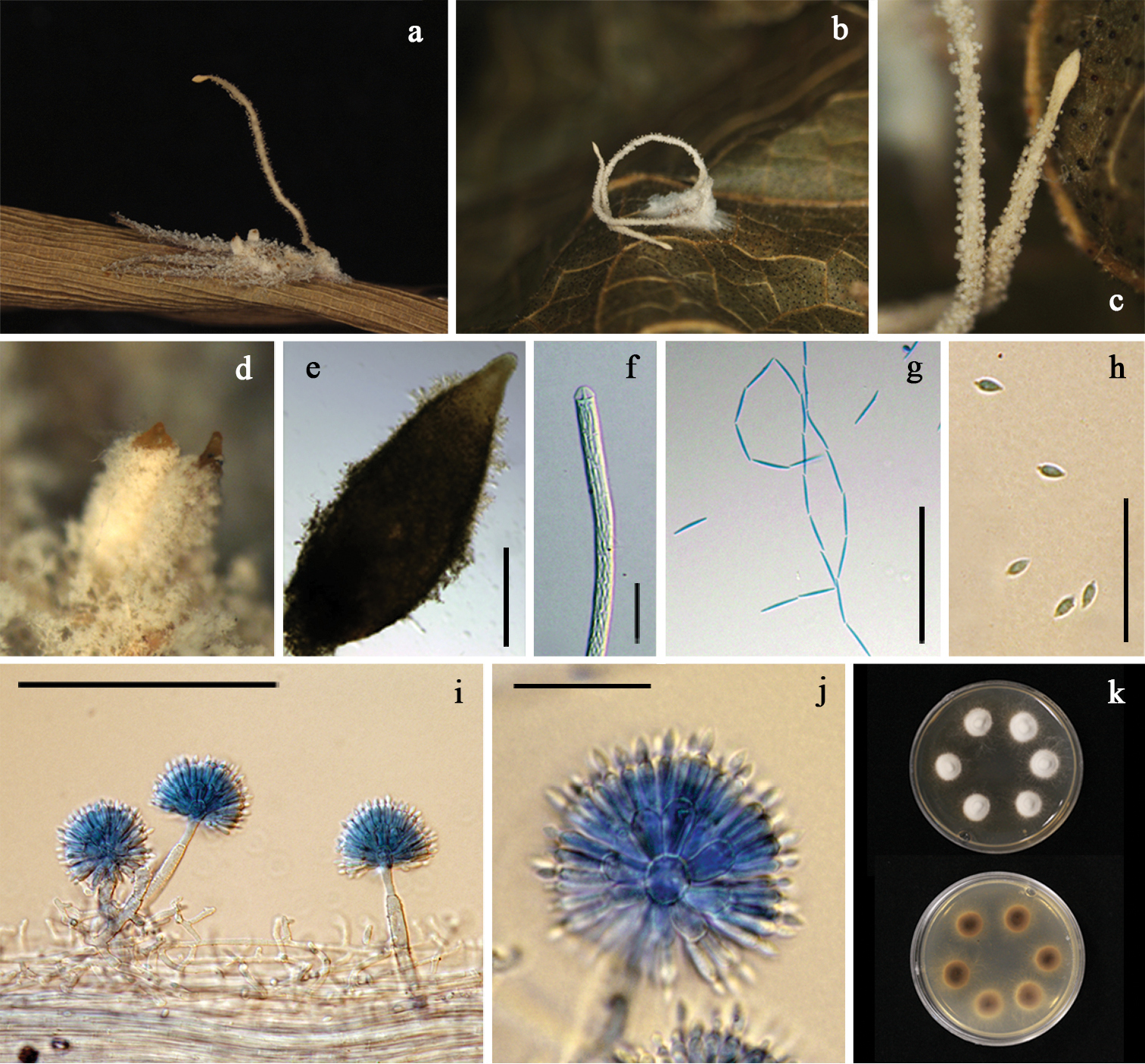
Gibellula fusiformispora
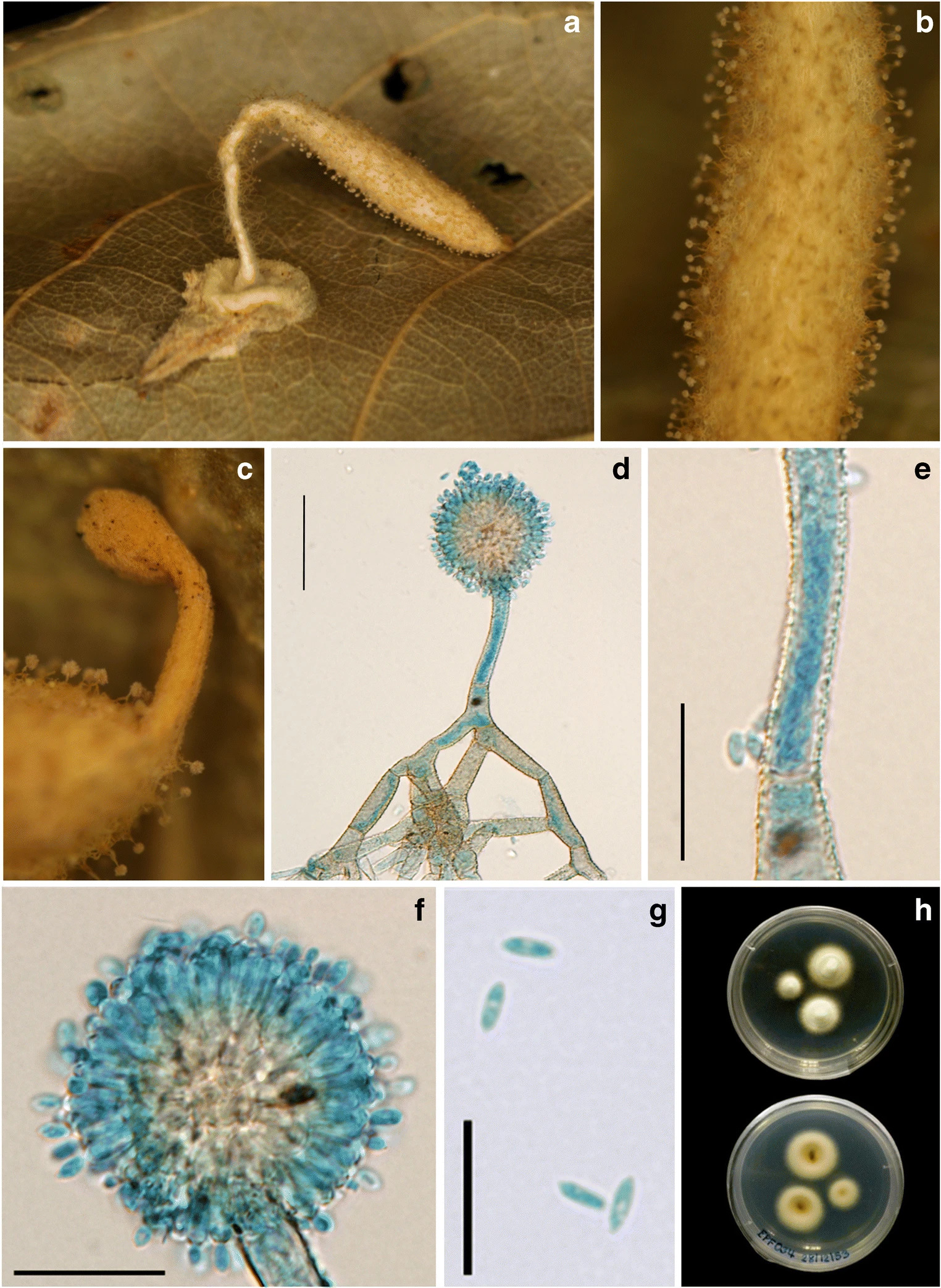
Gibellula gamsii
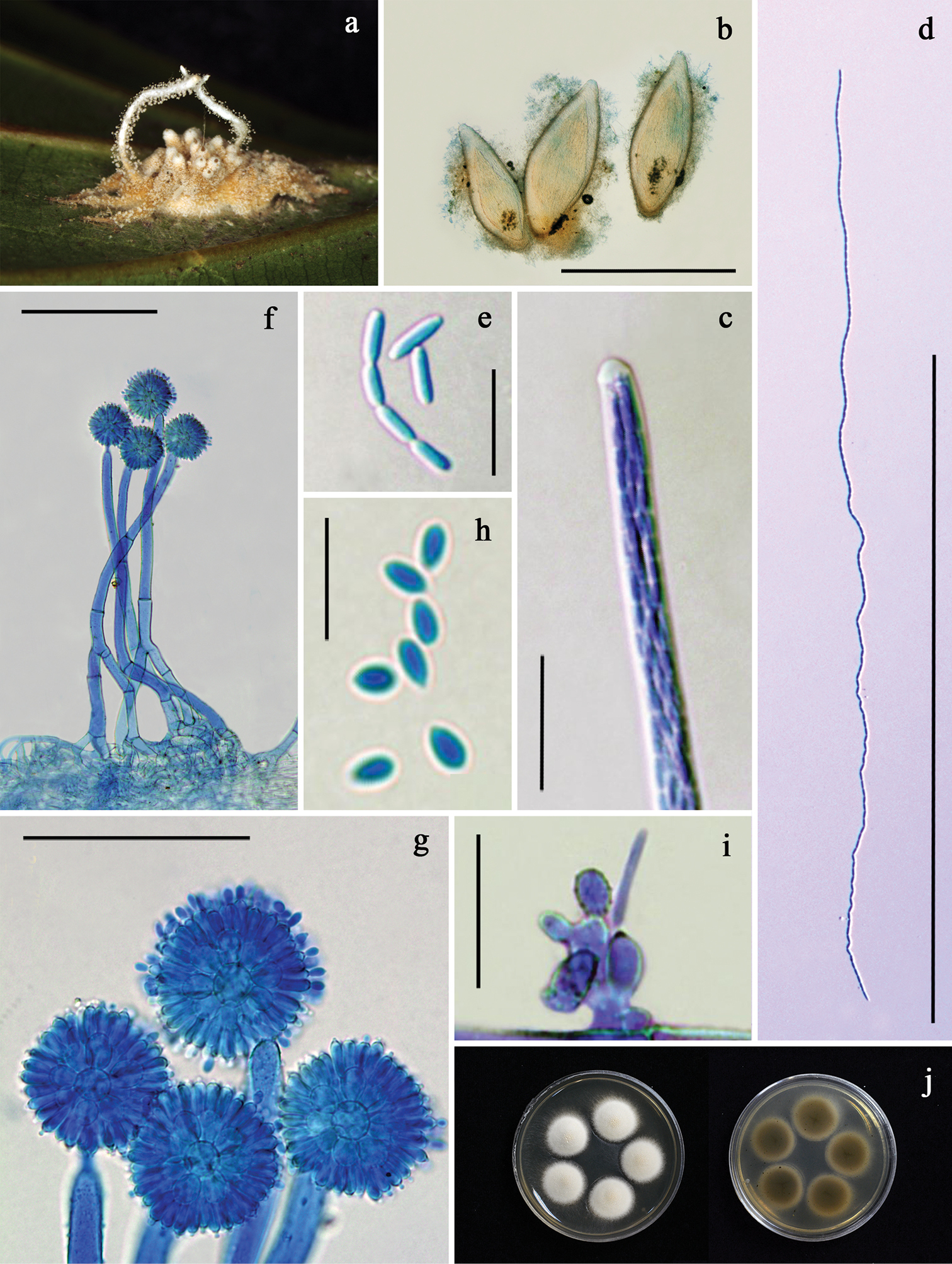
Gibellula pigmentosinum

## Ensemble des espèces
Liste des espèces selon Shrestha et al. (2019) et Kuephadungphan et al. (2020) :
- Gibellula alata Petch, 1932 : Sri Lanka, Ghana
- Gibellula brunnea Samson & H.C.Evans : Brésil
- Gibellula cebrennini Tasanathai, Kuephadungphan & Luangsa-ard, 2020 : Thaïlande
- Gibellula clavata : Équateur
- Gibellula clavispora Z.Q.Liang, Wan H.Chen & Y.F.Han : Chine
- Gibellula clavulifera (Petch) Samson & H.C.Evans : Sri Lanka, Ghana, Thaïlande, Chine 
  - G. clavulifera var. alba : Iles Salomon
  - G. clavulifera var. major : Taïwan
- Gibellula curvispora Y.F.Han, Wan H.Chen, X.Zou & Z.Q.Liang : Chine
- Gibellula dabieshanensis B.Huang, M.Z.Fan & Z.Z.Li : Chine
- Gibellula dimorpha Tzean, L.S.Hsieh & W.J.Wu : Taïwan
- Gibellula elegans Henn.
- Gibellula fusiformispora Tasanathai, Kuephadungphan & Luangsa-ard, 2020 : Thaïlande
- Gibellula gamsii Kuephadungphan, Tasan. & Luangsa-ard, 2020 : Thaïlande
- Gibellula leiopus : monde entier
- Gibellula mainsii Samson & H.C.Evans : Brésil
- Gibellula mirabilis Samson & H.C.Evans : Équateur
- Gibellula pigmentosinum Tasanathai, Khonsanit, Kuephadungphan & Luangsa-ard, 2020 : Thaïlande
- Gibellula pulchra (Cavara) Sacc. : monde entier
- Gibellula scorpioides Tasanathai, Khonsanit, Kuephadungphan & Luangsa-ard, 2020 : Thaïlande
- Gibellula shennongjiaensis X.Zou, Wan H.Chen, Y.F.Han & Z.Q.Liang : Chine
- Gibellula unica L.S.Hsieh, Tzean & W.J.Wu : Taïwan